# Orchestrace (informatika)
Orchestrace při správě počítačových systémů je automatizovaná konfigurace, koordinace a správa počítačových systémů a softwaru, včetně middlewaru a služeb. Orchestrace zabezpečuje koordinaci procesů a výměnu informací pomocí webových služeb.[zdroj?]
Pro automatizaci konfigurace a správu serverů existují různé nástroje. K nejznámějším patří Ansible, Puppet, Salt, Terraform, AWS CloudFormation, příp. Microsoft BizTalk Server.

## Účel
Orchestrace se obvykle používá se Service Oriented Architecture, virtualizací, provisioningem, konvergovanou infrastrukturou a pro dynamická datová centra. Orchestrace by měla podporovat sladění obchodních požadavků s aplikacemi, daty, a infrastrukturou.
V kontextu Cloud computing je hlavním rozdílem mezi orchestrací a workflow, že workflows fungují jen jako procesy pro účely automatizace v rámci jediné domény; orchestrace zahrnuje workflows a poskytuje akce orientované směrem k vyšším cílům a úkolům.
Účelem orchestrace je dosáhnout určitého cíle (popsaného pomocí parametrů Quality of Service), například splnit výkonnostní cíle aplikace při minimalizaci ceny nebo maximalizovat výkonnost aplikací při daném rozpočtu.